# 今井昭夫
今井 昭夫（いまい あきお、1956年3月 - ）は、日本の歴史学者。東京外国語大学世界言語社会教育センター特任教授、東京外国語大学名誉教授。専門は、ベトナム近現代史。

## 略歴
- 1979年3月　東京外国語大学外国語学部インドシナ学科卒業
- 1983年3月　東京外国語大学大学院地域研究研究科修士課程修了
- 1983年4月　東京外国語大学アジア・アフリカ言語文化研究所共同研究員
- 1984年4月　東京外国語大学外国語学部非常勤講師
- 1986年4月　大東文化大学非常勤講師
- 1988年7月　東京外国語大学外国語学部 助手
- 1996年4月　同 助教授
- 2005年4月　同 教授
- 2009年4月　東京外国語大学総合国際学研究院 教授（国際社会部門・地域研究系、大学院重点化による配置換え）
- 2021年3月　東京外国語大学定年退職、名誉教授
- 2021年4月　東京外国語大学世界言語社会教育センター 特任教授

## 研究業績
- ベトナムにおける漢字と文字ナショナリズム、ことばと社会5、126－143、2001年
- ドイモイ下のベトナムにおける「戦争の記憶」、Quadrante　2、50－66、2000年
- 植民地期ベトナムにおける立憲論と1946年憲法、東京外大　東南アジア学6、137－158、2000年